# Socorro (New Mexico)
 For alternative betydninger, se Socorro. (Se også artikler, som begynder med Socorro)
Socorro er en by i Socorro County i den amerikanske stat New Mexico. Byen er beliggende i Rio Grande Valley i ca. 1396 meters højde. Befolkningstallet var pr. 2000 på 8.877.
34°03′42″N 106°53′58″V / 34.0617°N 106.8994°V